# Zenit (aparat fotograficzny)

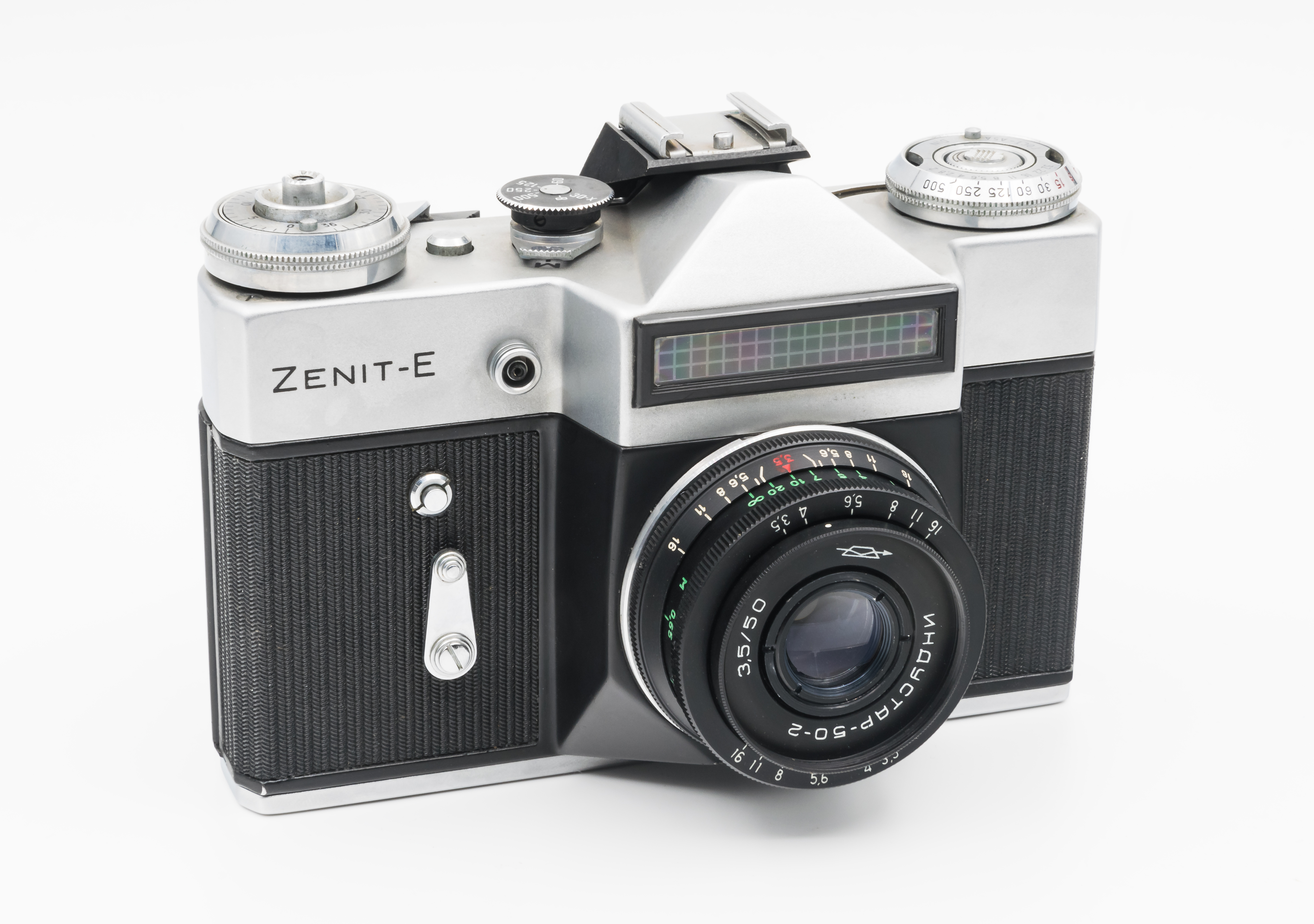
Zenit-E z obiektywem Industar 50-2

Zenit (ros. Зенит) – nazwa rosyjskich (a poprzednio radzieckich) małoobrazkowych aparatów fotograficznych produkowanych w latach 1952-2005. 
Konstrukcyjnie Zenit wywodzi się z niemieckiego aparatu dalmierzowego Leica II. Pierwsze wersje aparatu były modyfikacją aparatu Zorkij, w którym zastąpiono jego górną część układem z lustrem i pryzmatem pentagonalnym. Obiektywy wymienne miały pierwotnie mocowanie Leica M39x1, które zostało przesunięte do przodu, by umożliwić ruch lustra. W modelu Zenit E i późniejszych mocowanie M39 zostało zastąpione mocowaniem M42. Zenity są lustrzankami małoobrazkowymi. 
Macierzystym zakładem produkującym te aparaty były Zakłady Mechaniczne (KMZ) w Krasnogorsku, obwód moskiewski, w Rosyjskiej SRR. Od 1973 (5?) roku aparat był produkowany także w uproszczonych wersjach w Zakładzie Optycznym i Mechanicznym w Wilejce Białoruskiego Stowarzyszenia Optyczno-Mechanicznego (BelOMO) w Białoruskiej SRR oraz w niektórych innych zakładach Rosji. 
Stowarzyszenie optyczno-mechaniczne LOMO Leningrad wykorzystując znak towarowy KMZ wyprodukowało na eksport model Zenit 35F. Bardzo rzadko zdarzają się także modele z napisem LOMO 35F.
Średnioformatowy aparat Salut-S (Салют-С) produkowany w fabryce Arsenal w Kijowie był eksportowany pod nazwą Zenit-80.
Modele produkowane w Krasnogorsku są najbardziej zaawansowane technicznie i według opinii wielu użytkowników najlepsze spośród oferowanych na rynku aparatów tej marki. 

## Podstawowe dane (z niewielkimi odchyleniami przy różnych modelach)
- Migawka: płócienna o przebiegu horyzontalnym (poziomym), w modelach Zenit-18 i Zenit-19 metalowa (lamelkowa) o pionowym przebiegu.
- Zakres czasów: 1/30, 1/60, 1/125, 1/250, 1/500s, B (czas wciśnięcia spustu), (w modelach Zenit-18 i Zenit-19 dodatkowo dostępne czasy 1s, 1/2s, 1/4s, 1/8s, 1/15s, 1/1000s ).
- Samowyzwalacz: mechaniczny o czasie ok. 7s, jak podaje instrukcja.
- Synchronizacja lampy błyskowej: 1/30s (w modelach Zenit-18 i Zenit-19 – 1/125s).
- Wizjer: pryzmat pentagonalny - system luster pokazuje obraz rzeczywisty. W wypadku nowszych modeli dzięki soczewce Fresnela matówka jest równomiernie oświetlona na całej powierzchni, a raster z klinem ułatwia ręczne ustawianie ostrości. W wypadku starszych Zenitów (B, E, ET itp.) matówka była mniejsza, w efekcie pole widzenia wizjera ograniczone było do około 66%.
- Pomiar światła:
  - w starszych modelach (E, ET, oraz 11) – zewnętrzny światłomierz selenowy.
  - układ pomiaru światła przez obiektyw (TTL) przez ogniwo CdS, wskaźnik: w modelu TTL – wskazówka (-0+), w modelu 12 XP i 122 – diody świecące widoczna w wizjerze.
- Czułość filmu 16-500 GOST/13-28 DIN.
- Licznik zdjęć: mechaniczny od 0 do 36, ręcznie zerowany.

- Standardowy obiektyw: Helios (zwykle chronologicznie zgodnie z kolejnością ukazywania się aparatów i obiektywów – przy Zenicie E model 44-2, przy TTL model 44M-4), długość ogniskowej: 58 mm (w przypadku mocowania bagnetowego K jest to Helios 44K 58 mm lub Zenitar-K 50 mm), dystans 0,5 m do nieskończoności (dla standardowego obiektywu). Gwint obiektywu 42 mm, obiektywy (jeśli chodzi o przysłonę) początkowo manualne, następnie automatyczne (przysłona przymykana za pomocą pojedynczego pinu), ostatecznie z elektroniką. Ostrość tylko ręczna. Gwint filtra 52 mm (nie dotyczy modelu 44-2, gdzie jest to 49 mm). Starsze modele (niektóre wczesne wersje modelu E) – Industar 50, przysłona – wąski pierścień z przodu, ruchomy podczas nastawy na ostro, ogniskowa – 50 mm, jasność 3,5. Nieskomplikowane powłoki antyrefleksyjne.

## Modele aparatu

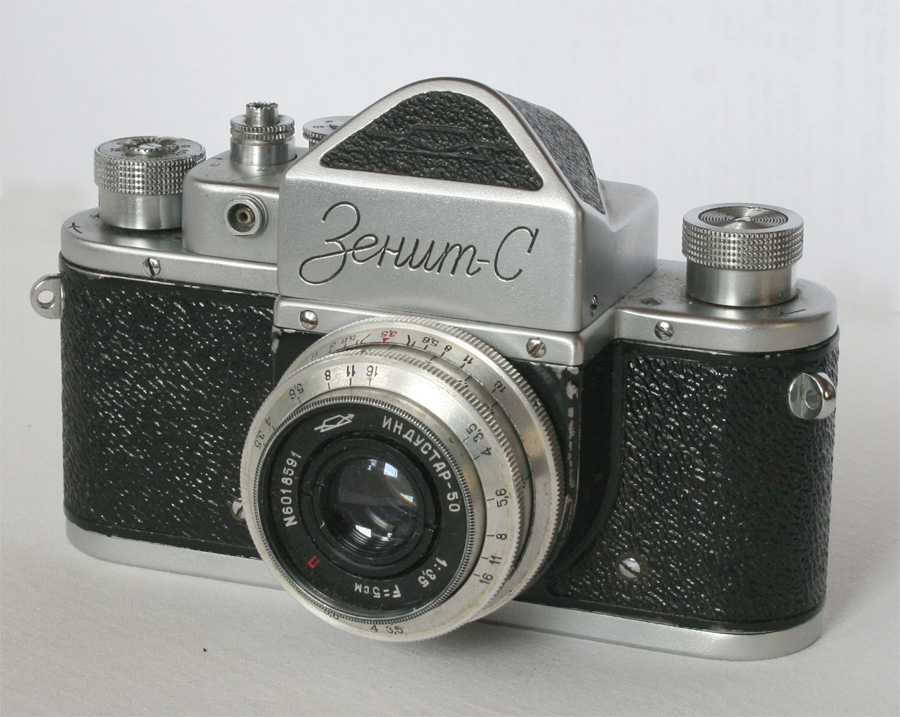
Zenit-S (1955r.)

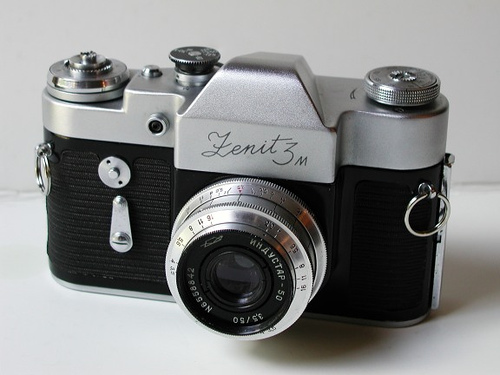
Zenit 3M (1962 r.)

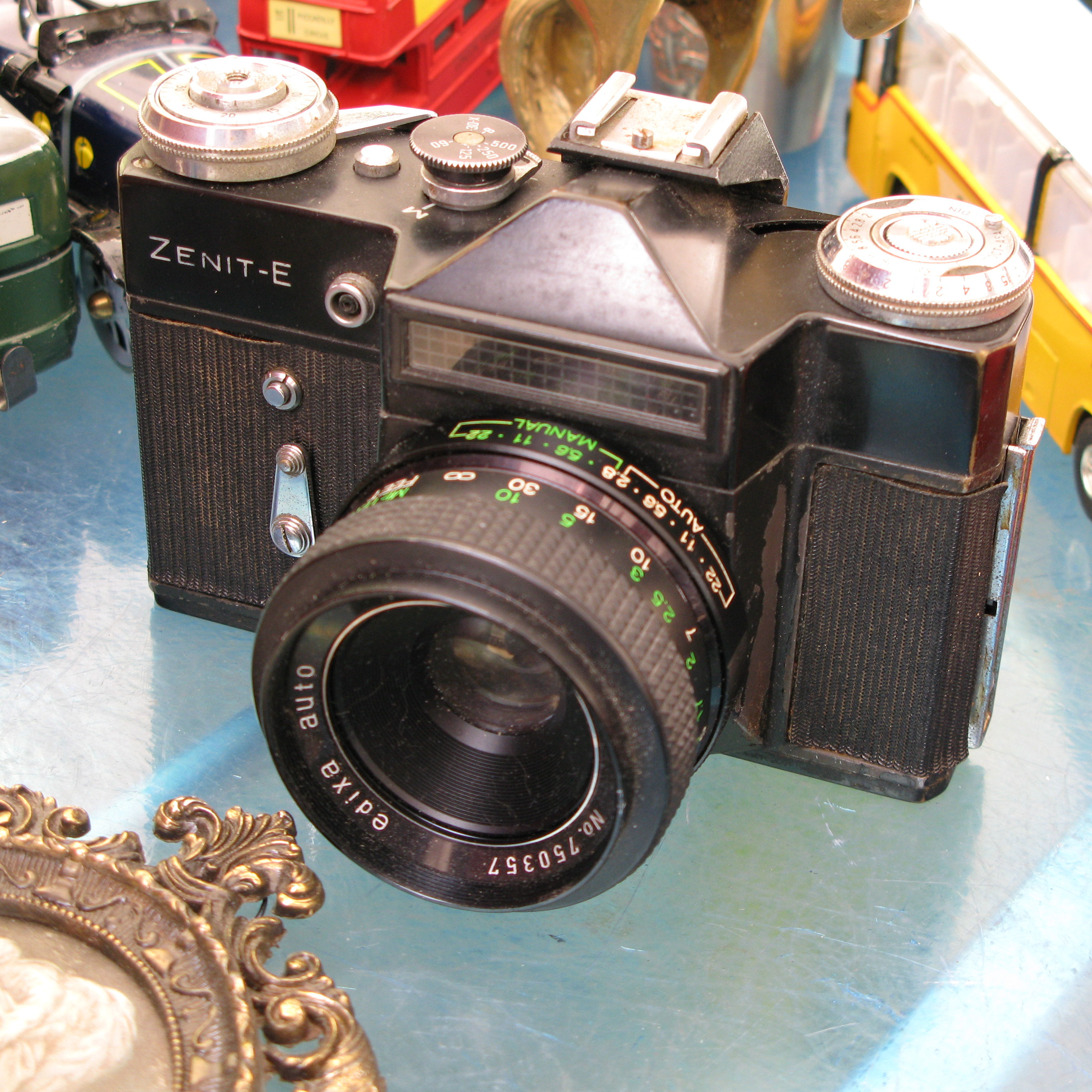
Zenit-E

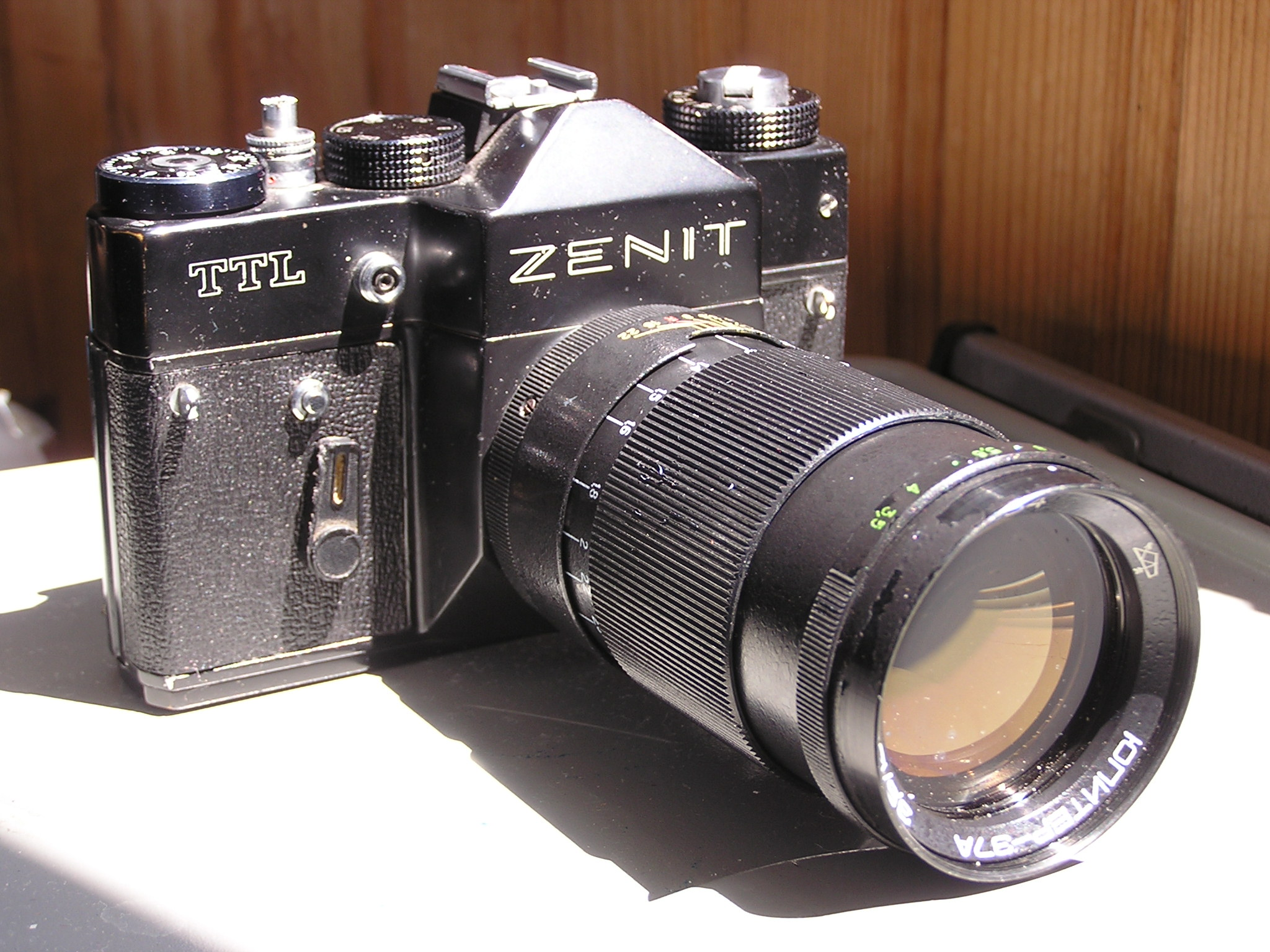
Zenit TTL

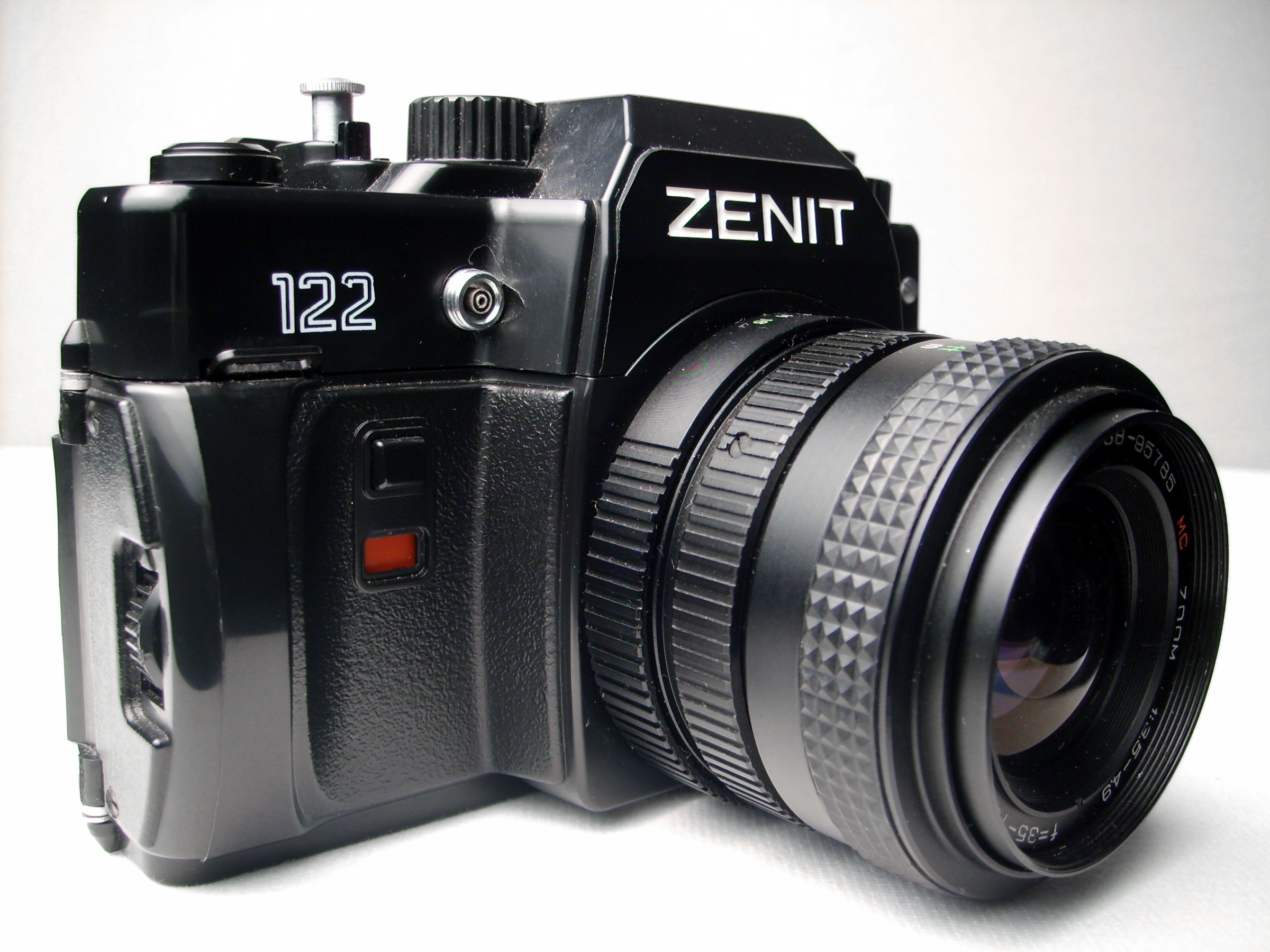
Zenit 122

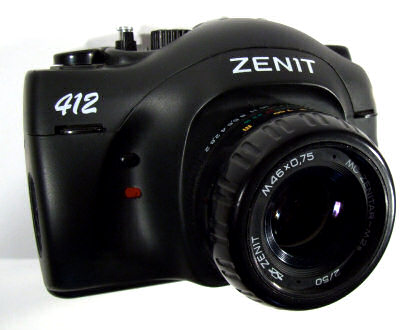
Jeden z ostatnich modeli, Zenit 412

### Wczesne modele
- Zenit (1953 - 1956)
- Zenit-S (S od "flash sync", 1955 - 1961)
- Zenit-3 (1960 - 1962)
- Kristall/Crystal (1961 - 1962)
- Zenit-3m (1962 - 1970)

### Zenit-4 seria aparatów półautomatycznych z migawką centralną i bagnetem «C» (Bessamatic)
- Zenit-4
- Zenit-5
- Zenit-6

### Zenit-E

#### modele bez pomiaru światła
- Zenit-B (identyczny jak E, ale bez światłomierza)
- Zenit-BM (identyczny jak EM, ale bez światłomierza)

#### modele ze światłomierzem selenowym
- Zenit-E
- Zenit-EM
- Zenit-ET
- Zenit-10
- Zenit-11

#### modele z TTL i mocowaniem obiektywu z gwintem M42
- Zenit-TTL
- Zenit-12
- Zenit-12m[3]
- Zenit-12xp
- Zenit-12S
- Zenit-122
- Zenit-122B
- Zenit-312m
- Zenit-412DX
- Zenit-412LS

#### modele z TTL i mocowaniem bagnetowymPentax, tzw.bagnet K
- Zenit-122K
- Zenit-212K

### Modele z niestandardowym mocowaniem obiektywu
- Start
- Zenit-7
- Zenit-D

### M42 aparaty półautomatyczne
- Zenit-14
- Zenit-16
- Zenit-19
- Zenit-18
- Zenit MT-1 Surpriz

### Seria Zenit-Ax (bagnet K)
- Zenit-Automat (lub Zenit-Auto)
- Zenit-AM
- Zenit-AM2
- Zenit-APk
- Zenit KM
- Zenit-KM plus